# Pierre Dumont (pittore)
Pierre Jean Baptiste Louis Dumont (Parigi, 29 marzo 1884 – Parigi, 8 aprile 1936) è stato un pittore francese, appartenente alla Scuola di Rouen.

## Biografia
Pierre Dumont fu uno degli allievi di Joseph Delattre. Dumont ha fondato il Gruppo XXX (gruppo trenta) nel 1907 e, insieme a Robert Antoine Pinchon, Yvonne Barbier, e Eugène Tirvert, fondò la Société Normande de Peinture Moderne nel 1909.
Dal 1910-1916 Dumont visse a Le Bateau-Lavoir, diventando amico di Juan Gris, Max Jacob e Guillaume Apollinaire.
Successivamente cambiò il suo stile, avvicinandosi al Cubismo e giocò un ruolo fondamentale nell'organizzazione del Salon de la Section d'Or alla Galerie La Boétie a Parigi, nell'ottobre 1912.